# Njiva (klub)
Njiva je bil akademski študentski klub ljubljanske univerze. 
Njiva je bila slovenski agrarni klub študentov ljubljanske univerze med obema svetovnima vojnama. Leta 1923 ga je ustanovila skupina študentov po vzoru na takratno slovansko gibanje na Češkem. Delo kluba je bilo usmerjeno na ustanavljanje Društva kmetskih fantov in deklet, ki se je pozneje razvilo v pomembno mladinsko gibanje. Po uvedbi šestojanuarske diktature 1929 je dejavnost Njive zamrla. Leta 1931 so jo obnovili komunisti in drugi napredno usmerjeni študentje kmečkega rodu, ki so se lotili preučevanja kmečkih vprašanj in boja za pravice kmetov. Njeni člani so bili dejavni na univerzi in tudi v ljudskofrontnem gibanju. Znotraj organizacije so obstajale tri idejne struje: komunisti, agrarci in krščanski socialisti. Različni pogledi do kmečkega vprašanja in kritična stališča njenih članov do dogajanj v Sovjetski zvezi so proti koncu 1936 pripeljala do spora s komunističnim vodstvom na univerzi. Njivo so razglasili za trockistično (trockizem je nazor komunistične teorije imenovan po L. Trockiju, najvidnejše člane,  Jožeta Kerenčiča-Jankota (ustreljen 1941 in razglašen za narodnega heroja) in še tri njegove tovariše pa izključili iz članstva Komunistične partije Jugoslavije. V splošni ofenzivi jugoslovanske oblasti proti naprednim klubom je policija 30. oktobra 1937 Njivo razpustila.